# Kurt Roth (Maler)
Walter Kurt Bruno Roth (* 29. August 1899 in Ratingen; † 30. Oktober 1975 in Uetersen) war ein deutscher Maler des  20. Jahrhunderts.

## Leben
Er wurde 1899 in Ratingen bei Düsseldorf geboren und lebte ab 1920 in Uetersen mit seinem Vater, dem Maler Ludwig Max Roth, im Kloster Uetersen in sehr bescheidenen Verhältnissen. Seine Ausbildung als Künstler erhielt er in den Kunstakademien Düsseldorf, Breslau, Budapest, Kopenhagen und London.
Kurt Roth, welcher auch als Porträtmaler unter anderen in der hanseatischen Gesellschaft Hamburgs bekannt war, malte seine Bilder vorzugsweise in Öl mit den Motiven der holsteinischen Heimat und immer wieder viele Motive der Uetersener Altstadt, in der er wohnte.
Roth war ein großer Bewunderer von Adolph Menzel. Darüber äußerte er einmal: „Sein ganzes Leben widmete er der Zeichnung. Er hat es nur gekonnt, weil er ständig übte. Talent und Begabung sind nur Grundlagen.“  Dies traf auch für Kurt Roth zu.
Er verbrachte seine letzten Lebensjahre in bitterer Armut. Zeitweise war nur der ehemalige Uetersener Bürgermeister Heinrich Wilckens sein einziger Kunde. Dieser kaufte seine Bilder mit der Begründung: „Man kann den armen Klostermaler doch nicht verhungern lassen“. Und ließ die Bilder in den öffentlichen Gebäuden und Schulen aufhängen. Kurz vor seinem Tod zog der Maler noch einmal Bilanz über sein Leben und stellte fest: „Heute bin ich arm. Es wäre vielleicht besser gewesen nach dem Studium Zeichenlehrer zu werden. Doch das Leben ist nun zu Ende.“
Kurt Roth starb am 30. Oktober 1975 einsam und verlassen in seiner kleinen Dachwohnung.
Heute wird im Heimatmuseum Uetersen die Erinnerung an den „armen Klostermaler“ wachgehalten und mit einer großen Ausstellung gewürdigt.